# Simon de Beaulieu
Simon de Beaulieu (zm. 18 sierpnia 1297) – francuski kardynał.

## Życiorys
Był synem Guy de Beaulieu, pana feudalnego château de Beaulieu. Studiował prawo na uniwersytecie paryskim, uzyskując tytuł doktora. W 1273 został archidiakonem Chartres, a rok później Poitiers; otrzymał także szereg innych beneficjów kościelnych. W 1281 wybrano go arcybiskupem Bourges. W latach 1282–90 przewodniczył czterem synodom prowincjonalnym. W 1285 roku przewodniczył uroczystościom pogrzebowym króla Francji Filipa III. 18 września 1294 papież Celestyn V mianował go kardynałem biskupem Palestriny. Uczestniczył w konklawe 1294. Papież Bonifacy VIII wysłał go wraz z kardynałem Bérardem z Albano w celu mediacji między królami Francji i Anglią; misja ta zakończyła się fiaskiem. Krótko po powrocie z tej legacji zmarł w Orvieto.